# Shakuntala Devi
Este artículo trata sobre la escritora y calculista mental; para la diputada véase Shakuntala Devi (política).
Shakuntala Devi (Bangalore, Raj británico, 4 de noviembre de 1929 - ibídem, 21 de abril de 2013) fue una escritora y calculista mental india, conocida como la "mujer computadora" por su capacidad para los cálculos mentales. Entró en el Libro Guinness de los récords en 1982. También escribió obras de ficción y no-ficción.

## Biografía
El padre de Devi reconoció sus impresionante dotes para las matemáticas en un juego de cartas cuando ella tenía 10 años y todavía no sabía sumar ni restar. Devi comenzó a trabajar en el circo con su padre y en 1944 se mudaron a Londres. A mediados de los 60 regresó a la India, se casó, y en 1979 se divorció.
Viajó por el mundo haciendo demostraciones de sus habilidades aritméticas. Arthur Jensen, profesor de psicología de la Universidad de California en Berkeley, la sometió a algunas pruebas y publicó sus hallazgos en la revista científica Intelligence, en 1990.
Se dedicó a la astrología y escribió varios libros sobre el tema. También publicó libros de recetas y novelas. También escribió el libro Mundo de los homosexuales, donde trata el tema de la homosexualidad de forma entendible.
En abril de 2013, Devi tuvo problemas respiratorios y fue internada en el hospital de Bangalore; las siguientes dos semanas presentó complicaciones cardíacas y hepáticas. Murió en el hospital el 21 de abril a los 83 años; la sobrevive su hija Anupama Banerji.
El 4 de noviembre, que hubiera sido su 84°. cumpleaños, fue homenajeada con un Google Doodle.

## Logros
- En 1977, en la Universidad Metodista del Sur (Estados Unidos), le pidieron que diera la 23ª raíz de un número de 201 dígitos, y respondió en 50 segundos. Su respuesta fue confirmada por los cálculos realizados mediante un programa especial en la computadora UNIVAC 1101 del U. S. National Bureau of Standards (actualmente NIST), que tardó 62 segundos.[2]

- El 18 de junio de 1980, realizó la multiplicación de dos números de 13 dígitos escogidos al azar por el Departamento de Informática del Imperial College de Londres; dio la respuesta correcta en 28 segundos (incluyendo el tiempo necesario para pronunciar la respuesta en voz alta). Por este evento entró en el Libro Guinness de los récords de 1982.[2][5]